# Leeds and the Thousand Islands
Leeds and the Thousand Islands es un municipio canadiense situado en la provincia de Ontario.

## Superficie
Leeds and the Thousand Islands tiene una superficie de 608,09 km².

## Demografía
En 2021, tenía 9804 habitantes, una densidad poblacional de 16,1 hab./km², y 5040 viviendas.